# 科古琴山
科古琴山或科古尔琴山是天山山脉北段的支脉，呈东南走向。位于新疆天山山脉西北部，大致在博乐市南、霍城县北，为两地界山。东接博罗科努山，北临赛里木湖，山势西高东低，东西长70公里，南北宽30公里，主峰海拔3654米。据考证，“科古琴”源于蒙古语，意思是“绿色的山脉”，不过亦有说法指其意为“做皮口袋的人”。